# Jorge IV do Reino Unido
Jorge IV (Londres, 12 de agosto de 1762 – Windsor, 26 de junho de 1830) foi Rei do Reino Unido da Grã-Bretanha e Irlanda e Rei de Hanôver de 29 de janeiro de 1820 até sua morte. De 1811 até sua ascensão foi Príncipe Regente durante a doença mental de seu pai, o rei Jorge III.
Jorge teve uma vida extravagante que contribuiu para a moda durante o Período da Regência, sendo o patrono de muitas formas de prazer, estilo e gosto. Tinha uma relação ruim com o pai, acumulou grandes dívidas e teve várias amantes, com a principal e mais duradoura sendo Maria Fitzherbert. Ele foi forçado a se casar em 1795 com sua prima Carolina de Brunsvique-Volfembutel; os dois não gostavam um do outro e se separaram pouco depois do nascimento de sua filha, Carlota de Gales, no ano seguinte.
Robert Jenkinson, 2.º Conde de Liverpool, controlou o governo como primeiro-ministro durante a maior parte de sua regência e reinado. Os governos de Jorge, mesmo recebendo pouco apoio do rei, presidiram a vitória nas Guerras Napoleônicas, negociaram um acordo de paz e tentaram lidar com o mal-estar econômico e social que se seguiu. Ele teve de aceitar George Canning como primeiro-ministro, além de desistir de sua oposição à emancipação católica.
Seu charme e cultura lhe valeram o título de "o primeiro cavalheiro da Inglaterra", porém suas relações com Jorge III e Carolina, e seu jeito devasso, lhe renderam o desprezo do povo e diminuiu o prestígio da monarquia. Contribuintes ficaram furiosos com seus gastos desnecessários em tempos de guerra. Jorge não proporcionou uma liderança nacional em uma época de crise, e também não atuou como um modelo para seu povo. Ministros avaliavam seu comportamento como egoísta, não confiável e irresponsável.

## Início de vida

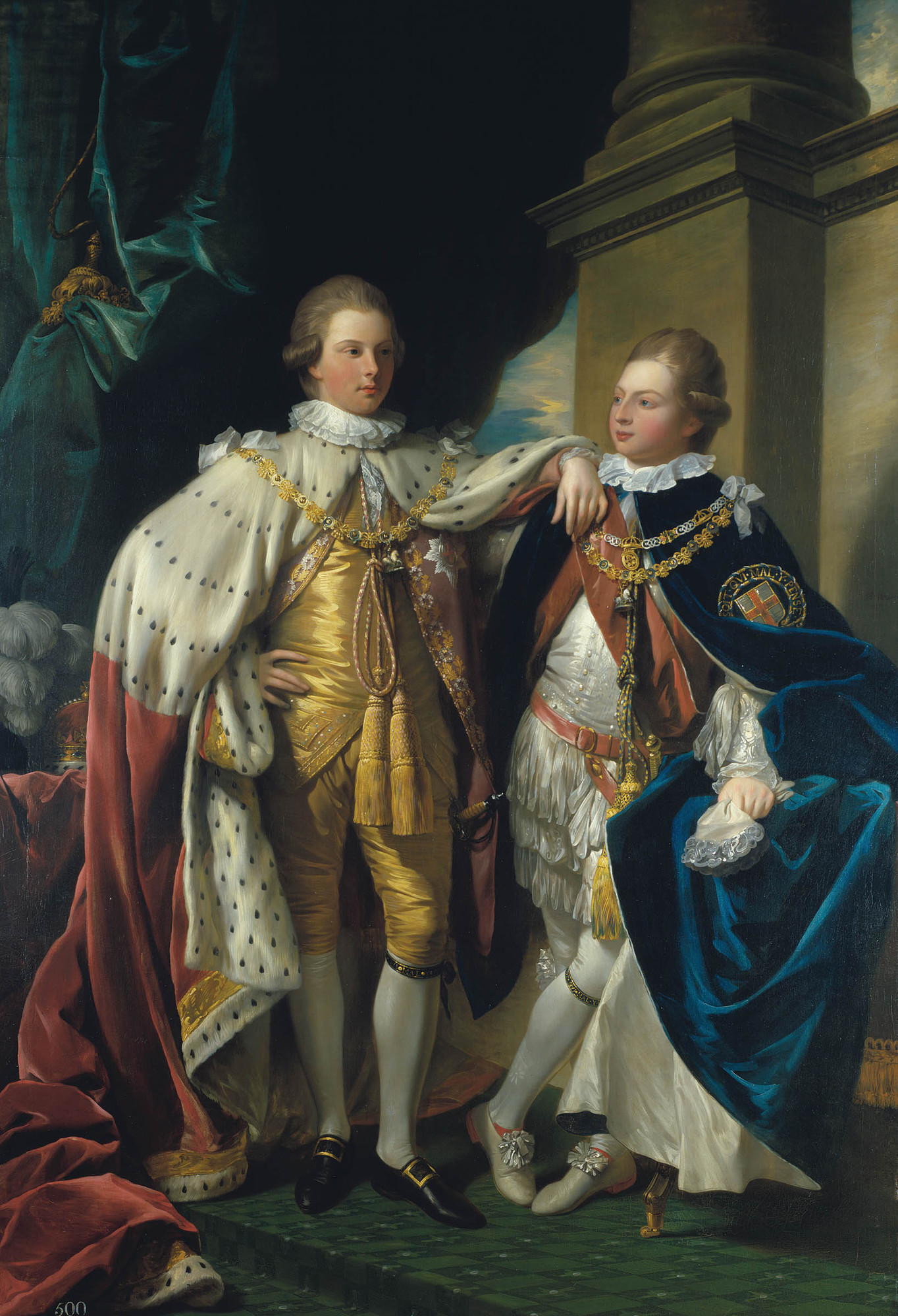
Jorge com o irmão Frederico em 1778, por Benjamin West. No Hermitage.

Jorge Augusto Frederico nasceu no Palácio de St. James, Londres, em 12 de agosto de 1762, o primeiro filho do rei Jorge III da Grã-Bretanha e da rainha Carlota de Meclemburgo-Strelitz. Como filho mais velho do soberano, ele automaticamente recebeu os títulos de Duque da Cornualha e Duque de Rothesay; alguns dias depois foi criado Príncipe de Gales e Conde de Chester. Foi batizado em 18 de setembro por Thomas Secker, o Arcebispo da Cantuária. Seus padrinhos foram o duque Adolfo Frederico IV de Meclemburgo-Strelitz (seu tio materno, representado por William Cavendish, 4.º Duque de Devonshire), Guilherme, Duque de Cumberland (seu tio-bisavô paterno) e Augusta de Saxe-Gota (sua avó paterna). Jorge era um estudante talentoso, rapidamente aprendendo a falar francês, alemão e italiano.
Jorge recebeu aos 18 anos de idade seu próprio estabelecimento e, em contraste com seu pai prosaico e livre de escândalos, jogou-se com entusiasmo em uma vida de dissipação e grande extravagância que envolvia bebedeiras e várias amantes e escapadas. Bêbado ou sóbrio, ele era um inteligente conversador, também mostrando bom gosto, porém caro, ao decorar seu palácio. O príncipe completou 21 anos em 1783 e recebeu uma pensão de sessenta mil libras esterlinas do parlamento e uma renda anual de cinquenta mil libras de seu pai. Era pouco para suas necessidades — apenas seus estábulos custavam 31 mil libras anualmente. Jorge então estabeleceu sua residência na Casa Carlton, onde teve uma vida libertina. Cresceu a animosidade entre o Príncipe de Gales e o rei, que desejava um comportamento mais frugal de seu herdeiro aparente. Jorge III, um conservador político, também foi alienado pelo apoio do príncipe a políticos mais radicais como Charles James Fox.

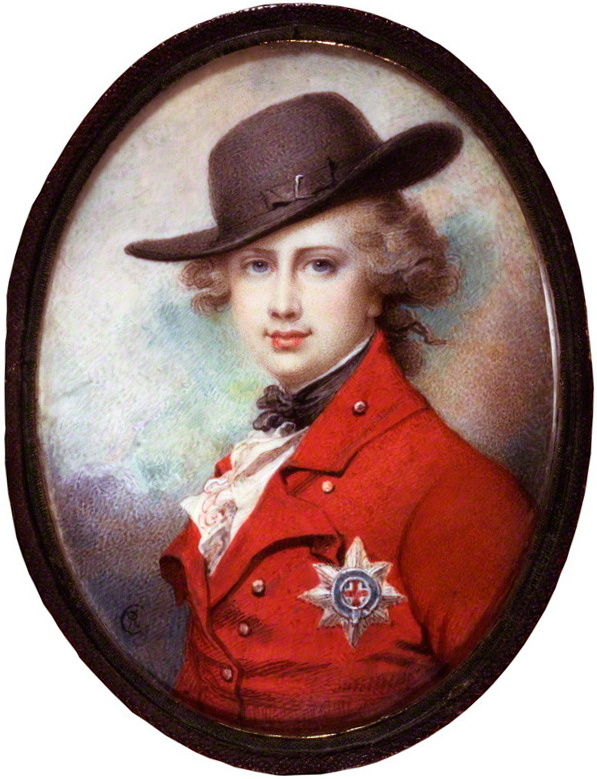
Jorge c. 1780–83, por Richard Cosway. Na National Portrait Gallery.

Pouco depois de completar 21 anos, Jorge se apaixonou por Maria Fitzherbert. Ela era uma plebeia, seis anos mais velha, duas vezes divorciada e católica. Apesar de ser completamente inadequada, o príncipe estava determinado em se casar com ela. Isso ia de encontro ao Decreto de Estabelecimento de 1701, que tirava da linha de sucessão qualquer um que se casasse com um católico, e o Decreto de Casamentos Reais de 1772, que proibia casamentos sem o consentimento do rei, algo que nunca seria dado.
Mesmo assim, o casal se casou em 15 de dezembro de 1785 na casa de Fitzherbert em Mayfair. Legalmente a união era inválida, já que o rei nunca deu seu consentimento (algo que nunca mesmo foi pedido). Entretanto, Fitzherbert acreditava que era a verdadeira e canônica esposa do príncipe, afirmando que a lei da igreja era superior às leis do estado. Por motivos políticos, a união precisava ser mantida em segredo e ela prometeu nunca revelá-la.
Jorge ficou muito endividado por causa de seu estilo de vida exorbitante. Seu pai recusou-se a ajudá-lo, forçando-o a deixar a Casa Carlton e viver na casa de Fitzherbert. Seus aliados políticos propuseram em 1787 aliviar suas dívidas com uma bolsa parlamentar. Suspeitava-se de sua relação com Fitzherbert e a revelação da união ilegal certamente causaria escândalos pela nação e condenaria qualquer proposta parlamentar de ajudá-lo. Agindo em nome do príncipe, Charles James Fox, o líder whig, declarou que a história era uma calúnia. Fitzherbert não gostou com a negação pública do casamento em termos tão veementes e contemplou cortar suas relações com Jorge. Ele a apaziguou pedindo que outro whig, Richard Brinsley Sheridan, refizesse a declaração em palavras mais comedidas. Enquanto isso, o parlamento deu ao Príncipe de Gales 161 mil libras para pagar suas dívidas e sessenta mil para melhoramentos a Casa Carlton.

## Crise da regência de 1788

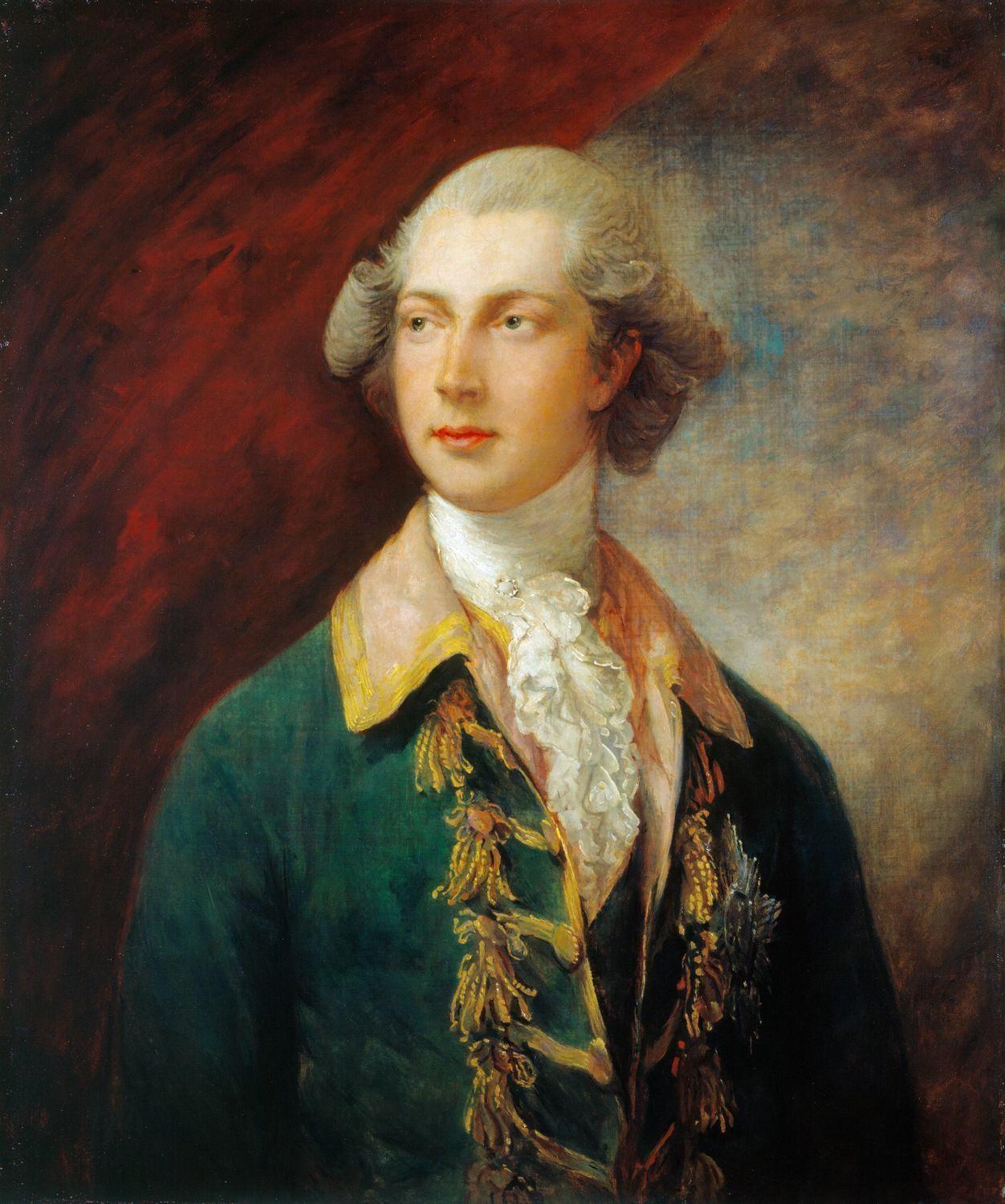
Jorge c. 1782–85, por Thomas Gainsborough. Na Royal Collection.

Hoje acredita-se que Jorge III sofria da doença genética porfiria. Sua saúde mental se deteriorou no verão de 1788, mas mesmo assim ele conseguiu realizar algumas de suas funções e declarar que o parlamento estaria suspenso entre 25 de setembro e 20 de novembro. Durante esse período, o rei ficou demente, ameaçando sua própria vida, e quando o parlamento voltou a se reunir em novembro ele não conseguia fazer o habitual discurso do trono na cerimônia de abertura. O parlamento encontrou-se em uma posição insustentável; de acordo com a lei eles não poderiam realizar seus trabalhos sem o discurso do monarca na abertura.
O parlamento começou a debater uma regência, apesar de discutivelmente impedido de fazê-lo. Na Câmara dos Comuns, Fox declarou sua opinião que o Príncipe de Gales automaticamente tinha o direito de exercer a soberania durante a incapacidade do rei. A opinião contrária vinha de William Pitt, o Novo, primeiro-ministro, que discutia que, na falta de um estatuto dizendo o contrário, o direito de escolher um regente cabia apenas ao parlamento. Ele até afirmou que, sem o consentimento do parlamento, "o Príncipe de Gales não tem mais direito … de assumir o governo que qualquer outro súdito indivíduo do país". Apesar de discordarem sobre o princípio subjacente da regência, Pitt concordava com Fox que Jorge seria a escolha mais conveniente para o regente.
Mesmo ofendido pela ousadia de Pitt, o Príncipe de Gales não deu seu total apoio a abordagem de Fox. Seu irmão, o príncipe Frederico, Duque de Iorque e Albany, declarou que Jorge não tentaria exercer nenhum poder sem conseguir antes o consentimento parlamentar. Depois da aprovação de resoluções preliminares, Pitt delineou um plano formal para a regência, sugerindo que os poderes do Príncipe de Gales fossem muito limitados. Entre outras coisas, Jorge não poderia vender nenhuma das propriedades do rei ou criar pariatos para ninguém exceto seus próprios irmãos. O príncipe denunciou o esquema do primeiro-ministro, declarando que era um "projeto para produzir fraqueza, desordem e insegurança em cada área dos assuntos administrativos". Pelos interesses da nação, as duas facções concordaram com um acordo.
Um grande impedimento técnico para qualquer Projeto de Lei da Regência era a falta do discurso do trono, que era necessário antes do parlamento poder proceder com quaisquer debates ou votações. O discurso era normalmente feito pelo rei, porém também poderia ser feito por representantes reais conhecidos como Lordes Comissários; porém nenhum documento poderia dar poder aos Lordes Comissários para agirem sem a afixação do Grande Selo do Reino. O selo não poderia ser legalmente afixado sem autorização prévia do soberano. Pitt e seus ministros ignoraram o último requisito e instruíram o Lorde Chanceler a afixar o Grande Selo sem o consentimento do rei, já que o ato de afixar o selo dava por si só força legal ao projeto de lei. Essa ficção jurídica foi denunciada por Edmund Burke como uma "falsidade gritante", um "absurdo palpável" e até mesmo "falsificação, fraude". Frederico descreveu o plano como "anticonstitucional e ilegal". Mesmo assim, outros no parlamento achavam que tal esquema era necessário para manter a efetividade do governo. Consequentemente em 3 de fevereiro de 1789, mais de dois meses depois de voltarem a se reunir, o parlamento foi formalmente aberto por um grupo "ilegal" de Lordes Comissários. O Projeto de Lei da Regência foi apresentado, porém o rei se recuperou antes dele ser aprovado. Jorge III declarou retroativamente que o instrumento autorizando a ação dos Lordes Comissários tinha sido válido.

## Casamento e amantes

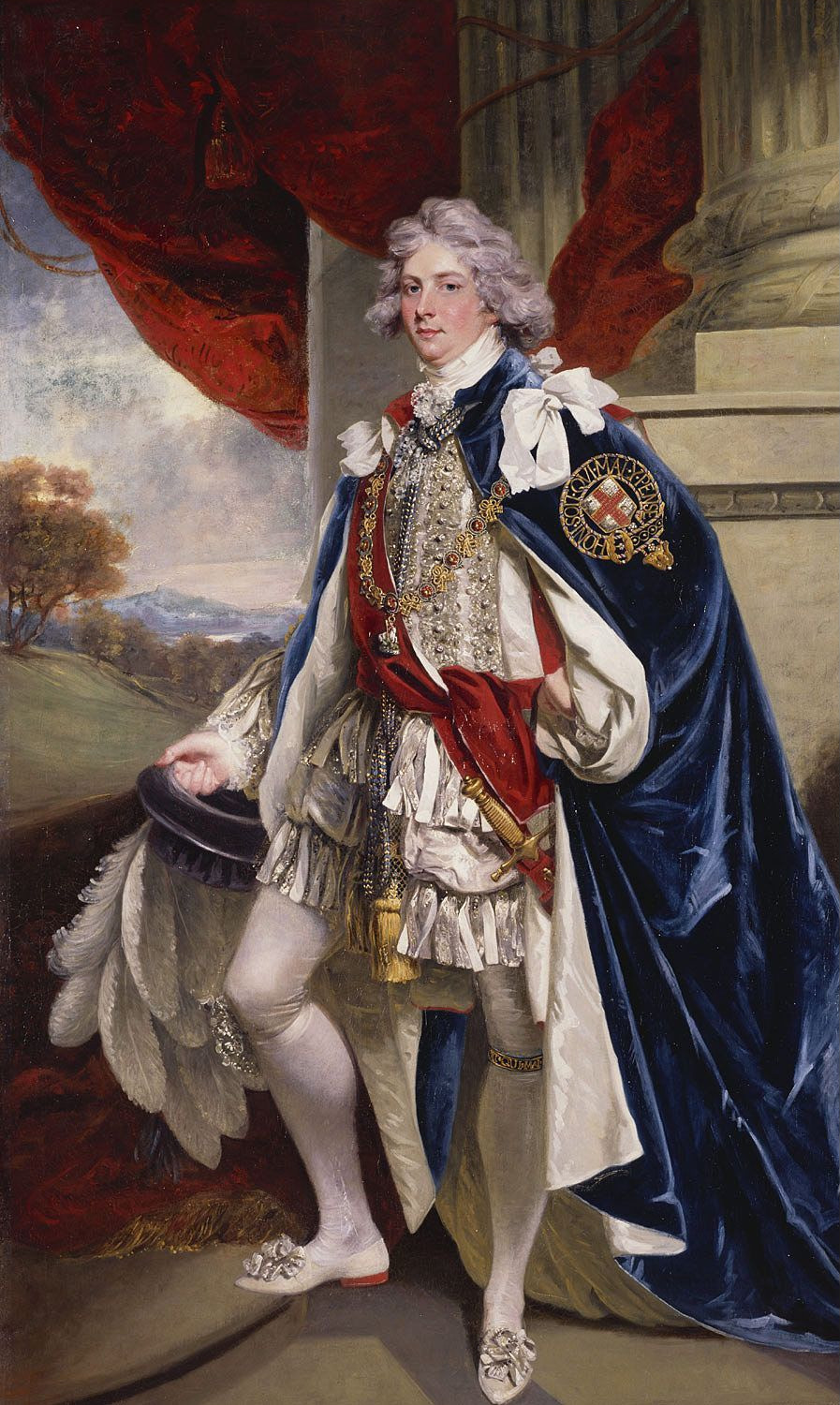
Jorge c. 1790–1796, por John Hoppner. Na Royal Collection.

As dívidas de Jorge continuavam a crescer e seu pai se recusava a ajudá-lo a menos que se casasse com sua prima, Carolina de Brunsvique-Volfembutel. O príncipe cedeu em 1795 e os dois se casaram em 8 de abril na capela real do Palácio de St. James. Entretanto, o casamento foi desastroso; cada um era completamente inadequado ao outro. Os dois se separaram formalmente após o nascimento de sua única filha, Carlota de Gales, em 1796, permanecendo distantes dali em diante. O Príncipe de Gales continuou com Maria Fitzherbert pelo restante da sua vida, apesar de vários períodos de distanciamento.
As várias amantes de Jorge incluíam Mary Robinson, uma atriz que foi comprada com uma generosa pensão quando ameaçou vender as cartas do príncipe aos jornais; Grace Elliott, esposa divorciada de um médico; e Frances Villiers, Condessa de Jérsei, que dominou sua vida por alguns anos. Posteriormente, suas amantes incluíam Isabella Ingram-Seymour-Conway, Marquesa de Hertford, e Elizabeth Conyngham, Marquesa Conyngham, ambas casadas com aristocratas.
Jorge pode ter sido o pai de vários filhos ilegítimos. James Ord, que se mudou para os Estados Unidos e se tornou padre jesuíta, era supostamente seu filho com Fitzherbert. No final de sua vida, Jorge disse a um amigo que possuía um filho que era um oficial naval nas Índias Orientais, cuja identidade foi hesitantemente estabelecida como capitão Henry A. F. Hervey, suposto filho do príncipe com a compositora Anne Lindsay, filha de James Lindsay, 5.º Conde de Balcarres. Outros relatos de filhos ilegítimos incluem o major George Seymour Crole, filho de Eliza Crole, filha de um gerente de teatro; William Hampshire, filho de Sarah Brown, filha de um taberneiro; e Charles Candy, filho de uma francesa de mesmo sobrenome. Anthony J. Camp, diretor de pesquisa da Sociedade de Genealogistas, rejeitou como fictícias as alegações que Ord, Hervey, Hampshire e Candy eram filhos de Jorge.
O problema das dívidas do Príncipe de Gales, que chegaram até a extraordinária quantia de 630 mil libras em 1795, foi resolvido temporariamente pelo parlamento. Estando indispostos a dar uma subvenção direta para quitar as dívidas, eles forneceram um acréscimo de 65 mil libras anualmente. Em 1803, outras sessenta mil libras foram adicionadas, e as dívidas de 1795 de Jorge foram finalmente pagas em 1806, embora as dívidas que tinha adquirido desde 1795 continuaram abertas.
Surgiu em 1804 uma disputa sobre a custódia da princesa Carlota, que no final fez com que ela fosse transferida para os cuidados do rei. Também levou a uma comissão parlamentar de inquérito sobre a conduta de Carolina depois de Jorge acusá-la de ter um filho ilegítimo. A investigação inocentou Carolina das acusações, porém revelou que seu comportamento foi extraordinariamente indiscreto.

## Regência

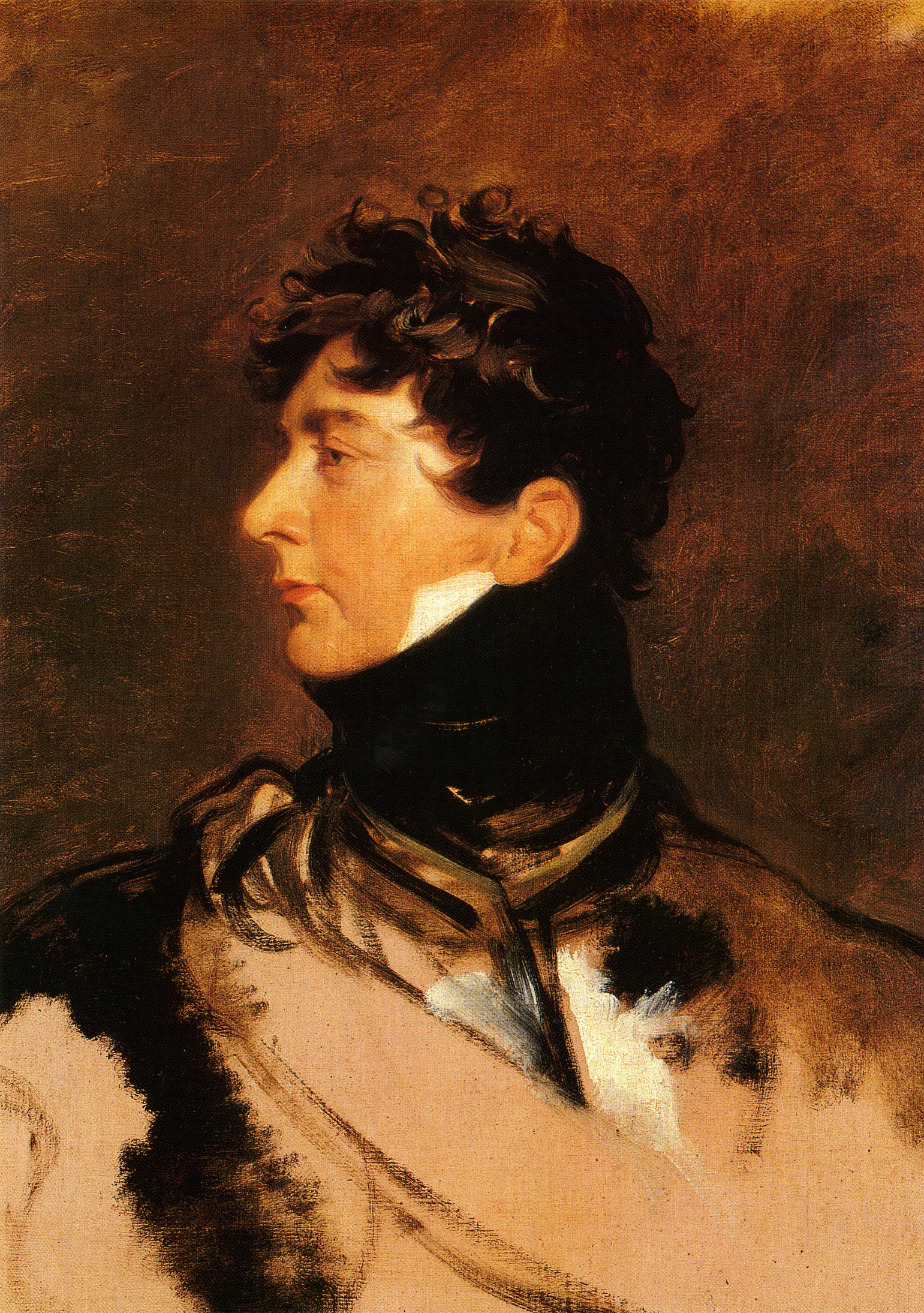
Jorge c. 1814, por Thomas Lawrence. Na National Portrait Gallery.

Jorge III teve uma nova recaída de sua doença no final de 1810 após a morte de sua filha mais nova, a princesa Amélia. O parlamento concordou em seguir o precedente de 1788; sem o consentimento do rei, o Lorde Chanceler afixou o Grande Selo do Reino em cartas-patente nomeando Lordes Comissários. Eles, em nome do rei, deram o consentimento real ao projeto de lei que se transformou no Decreto da Regência de 1811, que entrou em vigor em 5 de fevereiro. O parlamento restringiu os poderes do Príncipe Regente (como Jorge acabou ficando conhecido). As restrições terminaram um ano depois da aprovação do decreto.
Jorge deixou seus ministros assumirem todos os assuntos de governo, tendo um papel bem menos atuante que seu pai. Estabeleceu-se o princípio que a coroa aceita como primeiro-ministro a pessoa apoiada pela maioria da Câmara dos Comuns, independente se o rei goste dele ou não. Seus governos, com pouquíssima ajuda do Príncipe Regente, presidiram sobre a vitória nas Guerras Napoleônicas, negociando um acordo de paz e tentando lidar com o mal-estar social e econômico que se seguiu. Um dos principais conflitos políticos que o Reino Unido enfrentava era a Emancipação Católica, o movimento para retirar dos católicos várias desabilidades políticas. Os tories, liderados pelo primeiro-ministro Spencer Perceval, eram contra a emancipação, enquanto os whigs eram a favor. No começo da regência, esperava-se que Jorge apoiasse o líder whig William Grenville, 1.º Barão Grenville. Entretanto, ele não colocou lorde Grenville e os whigs no governo imediatamente. Influenciado por sua mãe, o príncipe afirmou que a dispensa repentina do governo tory iria afetar ainda mais a saúde do rei, grande apoiador do partido, assim eliminando qualquer chance de recuperação.
Em 1812, quando ficou aparente que o rei muito dificilmente iria se recuperar, o Príncipe Regente novamente não nomeou uma administração whig. Ao invés disso, ele pediu para os whigs entrarem no ministério tory já existente liderado por Perceval. Entretanto, eles se recusaram a cooperar por discordarem sobre a emancipação católica. Jorge permitiu de má vontade que Perceval continuasse como primeiro-ministro.

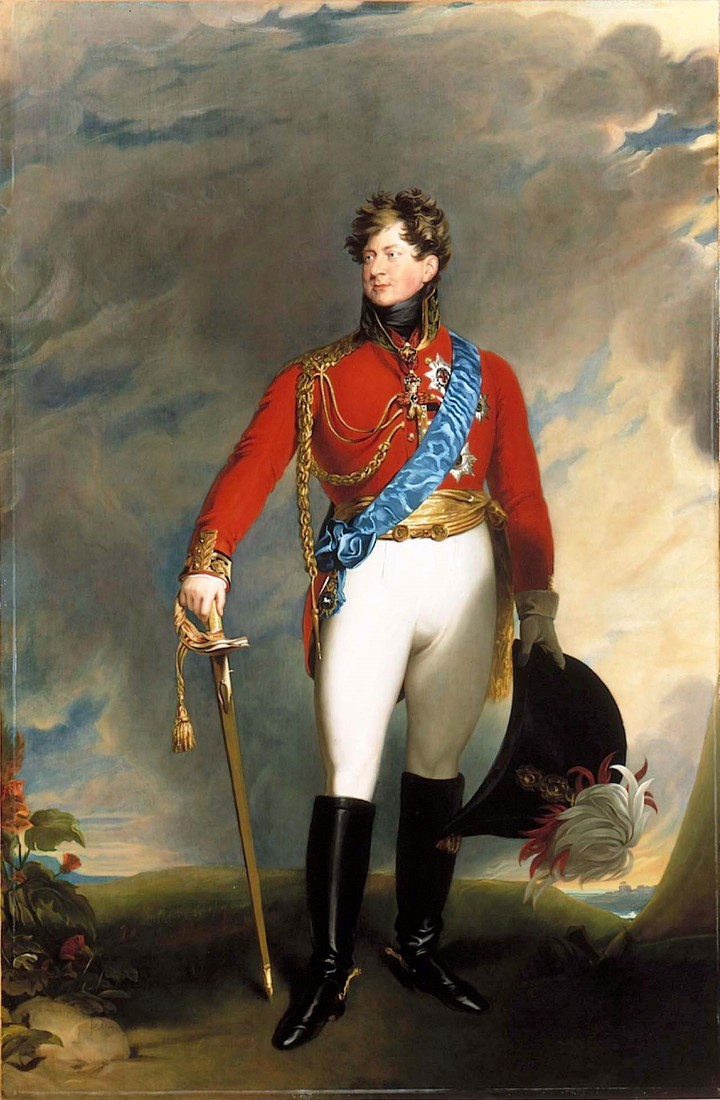
Jorge c. 1815, por Thomas Lawrence. Na National Portrait Gallery.

Spencer Perceval foi assassinado por John Bellingham em 10 de maio de 1812. O Príncipe Regente estava preparado para renomear todos os membros do ministério de Perceval sob um novo líder. A Câmara dos Comuns então formalmente declarou seu desejo por uma "administração forte e eficiente", assim Jorge ofereceu a liderança do governo a Richard Wellesley, 1.º Marquês Wellesley, e depois para Francis Rawdon-Hastings, 2.º Conde de Moira. Entretanto, ele acabou com as tentativas dos dois ao forçar ambos a construir um governo bipartidário em uma época que nenhum dos lados estava disposto a compartilhar o poder com o outro. O Príncipe Regente, possivelmente usando o fracasso dos dois pariatos como pretexto, imediatamente renomeou o ministério de Perceval com Robert Jenkinson, 2.º Conde de Liverpool, como primeiro-ministro.
Diferentemente dos whigs como Charles Grey, 2.º Conde Grey, os tories queriam continuar a guerra na Europa Continental contra o poderoso e agressivo imperador Napoleão. Uma aliança anti-francesa, que incluía a Rússia, Áustria, Reino Unido e vários outros países menores, derrotaram Napoleão em 1814. No subsequente Congresso de Viena, foi decidido que o Eleitorado de Hanôver, estado que partilhava o monarca com o Reino Unido desde Jorge I em 1714, seria tornaria o Reino de Hanôver. Em 30 de dezembro de 1814, Jorge assinou o Tratado de Gante que encerrava a Guerra de 1812 com os Estados Unidos. Napoleão voltou do exílio em 1815, porém foi derrotado por Arthur Wellesley, 1.º Duque de Wellington, na Batalha de Waterloo.
Jorge se interessou em assuntos de gosto e estilo durante o período, com seus associados como o dândi Beau Brummell e o arquiteto John Nash criando o estilo da regência. Em Londres, Nash projetou os terraços do Regent's Park e da Regent Street. O Príncipe Regente pegou a nova ideia de um spa à beira-mar e fez com que o Royal Pavilion fosse desenvolvido como um fantástico palácio, adaptado por Nash no estilo "indiano gótico" inspirado vagamente no Taj Mahal, com extravagantes interiores "indianos" e "chineses".

## Reinado

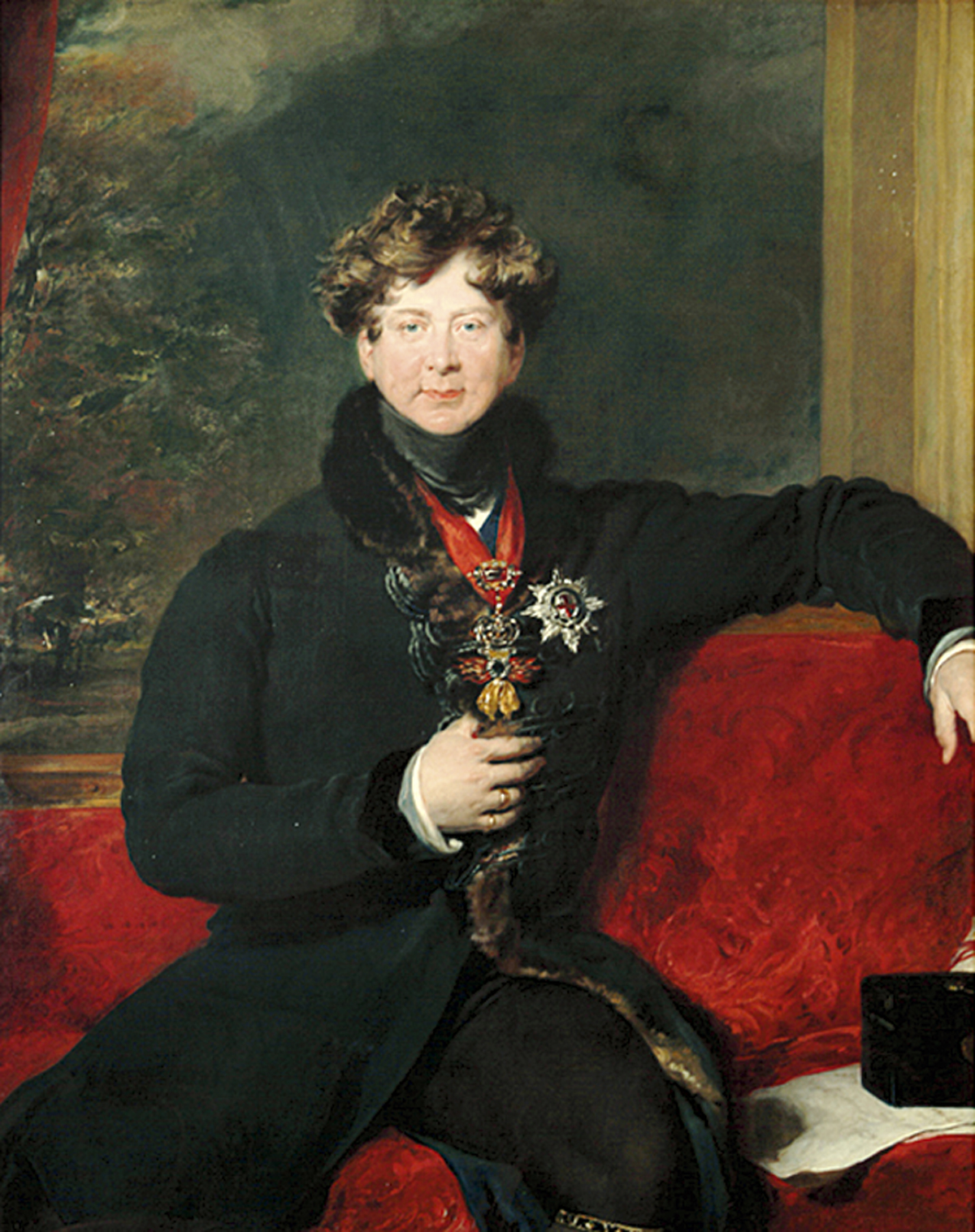
Jorge c. 1822, por Thomas Lawrence. Na Casa Chatsworth.

Jorge III morreu em janeiro de 1820 e o Príncipe Regente, aos 57 anos, ascendeu ao trono como Jorge IV, com nenhuma mudança em seus poderes. Na época de sua ascensão, ele estava obeso e possivelmente viciado em láudano.
A relação de Jorge com sua esposa Carolina estava ainda mais deteriorada na época de sua ascensão. Eles viviam separados desde 1796 e ambos estavam tendo casos. Ela deixou o Reino Unido para a Europa em 1814, porém decidiu voltar para a coroação do marido e publicamente reivindicar seus direitos como rainha consorte. Jorge recusou-se a reconhecer Carolina como sua rainha e mandou que embaixadores britânicos garantissem que monarcas estrangeiros fizessem o mesmo. O nome de Carolina foi omitido do Livro de Oração Comum, a liturgia da Igreja Anglicana, por comando real. O rei procurou se divorciar, porém seus conselheiros sugeriram que qualquer processo de divórcio poderia envolver a publicação de detalhes relacionados a suas próprias relações adúlteras. Dessa forma, ele pediu e garantiu a apresentação do Projeto de Lei das Dores e Penalidades, em que o parlamento poderia impor penalidades legais sem julgamento em um tribunal. O projeto teria anulado o casamento e tirado de Carolina o título de rainha. A lei foi extremamente impopular com o povo e logo retirada do parlamento. Jorge decidiu mesmo assim excluir a esposa de sua coroação na Abadia de Westminster, em 19 de julho de 1821. Carolina adoeceu no mesmo dia e morreu em 7 de agosto; durante seus últimos dias ela frequentemente afirmou que acreditava ter sido envenenada.

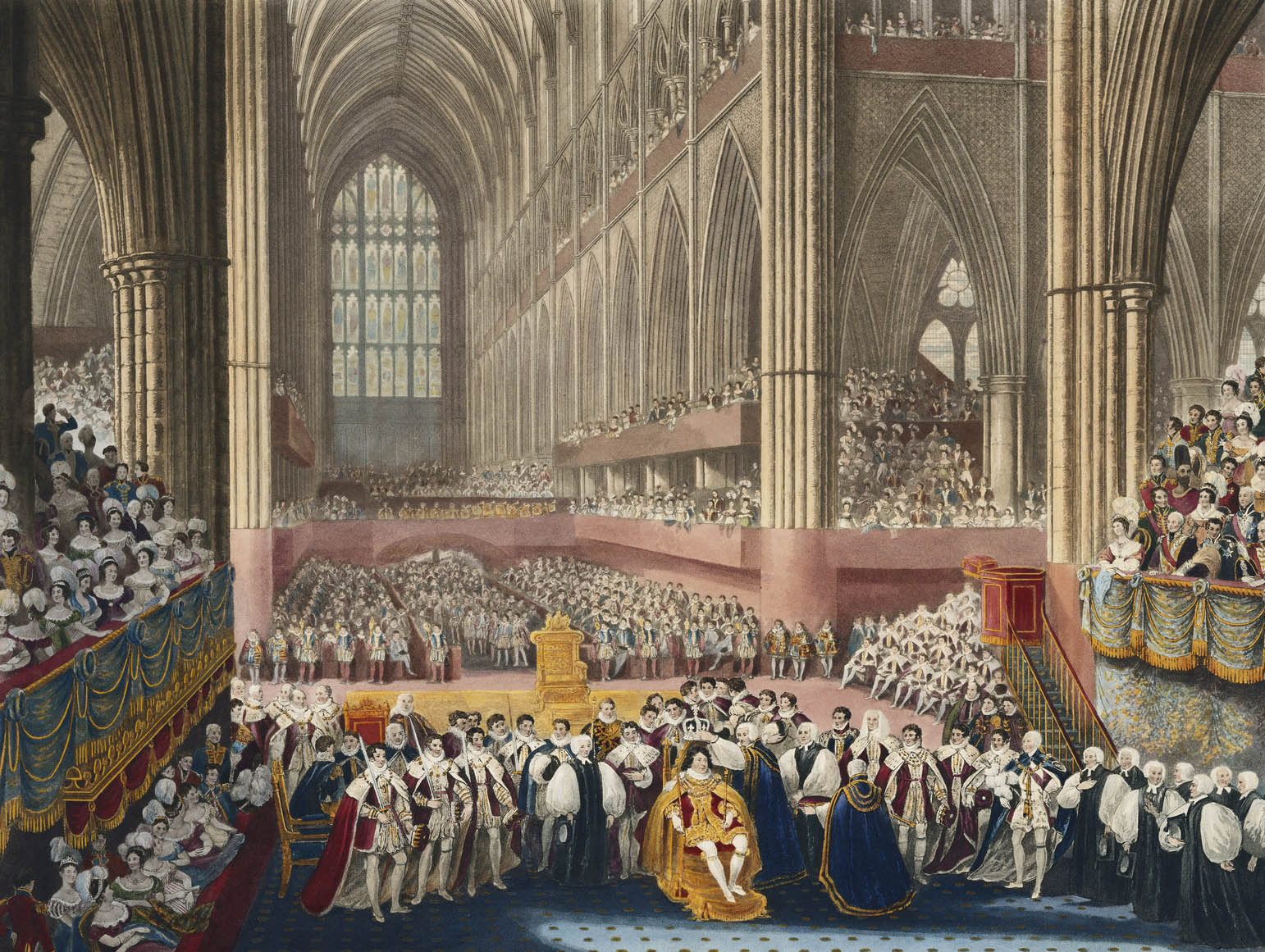
A coroação de Jorge na Abadia de Westminster em 1821, por James Stephanoff. Na Royal Collection.

A coroação de Jorge foi um evento magnífico e dispendioso, custando por volta de 243 mil libras esterlinas (por comparação, a coroação de Jorge III em 1761 custou aproximadamente dez mil libras). Apesar do custo gigantesco, foi um acontecimento bem popular. O rei se transformou em 1821 no primeiro monarca a visitar a Irlanda desde Ricardo II no século XIV. No ano seguinte ele visitou Edimburgo. Sua visita a Escócia, organizada por sir Walter Scott, foi a primeira de um monarca britânico desde Carlos II no século XVII.
Jorge passou a maior parte de seus últimos anos de reinado em reclusão no Castelo de Windsor, porém continuou a intervir na política. Primeiramente acreditou-se que ele iria apoiar a Emancipação Católica, já que anteriormente havia proposto um projeto de lei de emancipação em 1797 na Irlanda, porém suas visões anti-católicas ficaram claras em 1813 quando debateu em particular contra o mau sucedido Projeto de Lei do Alívio Católico. Por volta de 1824 ele estava denunciando o catolicismo em público. Tendo feito um juramento de coroação na sua ascensão, Jorge agora discutia que havia prometido defender a fé protestante e não poderia apoiar medidas pró-católicas. A influência da coroa era tão grande e a vontade dos tories sob lorde Liverpool tão forte, que a emancipação parecia uma causa perdida. Entretanto, lorde Liverpool se aposentou em 1827 e foi substituído por George Canning, um tory pró-emancipação. Quando Canning entrou no cargo, Jorge, até então contente em instruir particularmente seus ministros sobre a questão católica, achou apropriado fazer uma declaração pública afirmando que suas opiniões sobre o assunto eram as mesmas que seu pai.

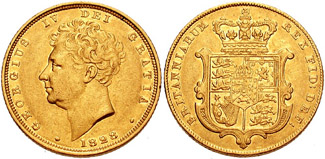
Moeda soberana de Jorge de 1828.

As opiniões de Canning sobre a questão católica não foram bem recebidas pela maioria dos tories, incluindo o Duque de Wellington. Como resultado o ministério foi forçado a incluir whigs. Canning morreu mais tarde naquele ano, deixando F. J. Robinson, 1.º Visconde Goderich, para liderar a tênue coligação tory-whig. Lorde Goderich deixou o cargo em 1828 e foi sucedido pelo Duque de Wellington, que na época havia aceitado que a negação de alguma medida de alívio aos católicos era politicamente insustentável. Lorde Wellington conseguiu com dificuldade que o rei desse seu consentimento para a introdução do Projeto de Lei do Alívio Católico de 1829. Sob a pressão de seu fanático irmão anti-católico, Ernesto Augusto, Duque de Cumberland e Teviotdale, Jorge retirou sua aprovação e em protesto todo o gabinete renunciou no dia 4 de março. Sob intensa pressão política, o rei relutantemente concordou no dia seguinte com o projeto e o ministério permaneceu no poder. O Consentimento Real foi dado ao decreto em 13 de abril.
Seu alcoolismo e estilo de vida indulgente começaram a afetar sua saúde no final da década de 1820. Seu gosto por enormes banquetes e grandes quantidades de álcool o fizeram ficar obeso, virando alvo de ridículo nas raras ocasiões em que aparecia em público. Por volta de 1797 ele pesava 111 kg, e em 1824 seu colete foi feito para uma cintura de 130 cm. Jorge sofria de gota, arteriosclerose, edema periférico e possivelmente porfiria. Sua sobrinha e futura rainha, a princesa Alexandrina Vitória de Kent, o visitou quando criança e escreveu que "Ele era grande e artrítico" e com o "rosto coberto de maquilagem". O rei passava dias na cama e sofria espasmos de falta de ar que o deixavam meio-asfixiado. Alguns relatos afirmam que ele mostrava sinais de instabilidade mental ao final da vida, apesar de serem menos extremos que seu pai. Por exemplo, algumas vezes Jorge afirmava que estava presente na Batalha de Waterloo, que pode ser um sinal de demência ou apenas uma piada para coçoar do Duque de Wellington. Ele morreu por volta das 3h30min da madrugada do dia 26 de junho de 1830 no Castelo de Windsor; o rei supostamente gritou "Bom Deus, o que é isto?", apertou a mão de seu pajem e disse "meu garoto, isto é a morte". Jorge foi enterrado na Capela de São Jorge em 15 de julho com um retrato em miniatura do olho de Fitzherbert preso ao seu pescoço, conforme ele havia pedido antes de morrer.
Sua única filha legítima, a princesa Carlota de Gales, havia morrido em 1817 por complicações pós-parto depois de dar à luz uma criança natimorta. O segundo filho de Jorge III, príncipe Frederico, Duque de Iorque e Albany, havia morrido em 1827. Jorge então foi sucedido por seu segundo irmão, o príncipe Guilherme, Duque de Clarence e St. Andrews, que ascendeu ao trono como rei Guilherme IV do Reino Unido.

### Brasil e Portugal
Jorge era o monarca inglês na época em que ocorreram importantes eventos no Brasil e em Portugal, dentre os quais a Revolução liberal do Porto em 1820, a Independência do Brasil em 1822 e a Guerra da Cisplatina entre 1825 e 1828.
Alguns historiadores, como Caio Prado Júnior, Fernando Novais e Carlos Guilherme Mota, procuram inserir o movimento de independência do Brasil no contexto dos grandes processos históricos. Sob esta perspectiva, a secessão da colônia portuguesa na América tem relação direta com o desenvolvimento do capitalismo industrial inglês e a consequente crise do antigo sistema colonial. A proclamação da independência pelo príncipe-regente Dom Pedro representou para a diplomacia inglesa uma oportunidade de dar prosseguimento a um dos seus principais objetivos: a abolição do comércio transatlântico de escravos, que agora tinha no Brasil o seu maior mercado. Portugal já havia assumido um compromisso inicial com a Inglaterra, em 1810, de abolir progressivamente o tráfico negreiro, seguido de acordos assinados em 1815 e 1817. Esperava-se que a nova nação fizesse o mesmo, não apenas para cumprir os compromissos firmados pela antiga Metrópole, mas também porque a abolição do tráfico era uma condição sine qua non estabelecida pela Inglaterra para o reconhecimento de qualquer nação hispano-americana.

## Legado
Os últimos anos de Jorge foram marcados por um declínio físico e mental além de um afastamento da vida pública. Um de seus ajudantes comentou sobre ele em seu diário: "Não existe cachorro mais desprezível, covarde, egoísta e insensível … Existiram reis bons e sábios, porém não muitos deles … e acredito que este é um dos piores".

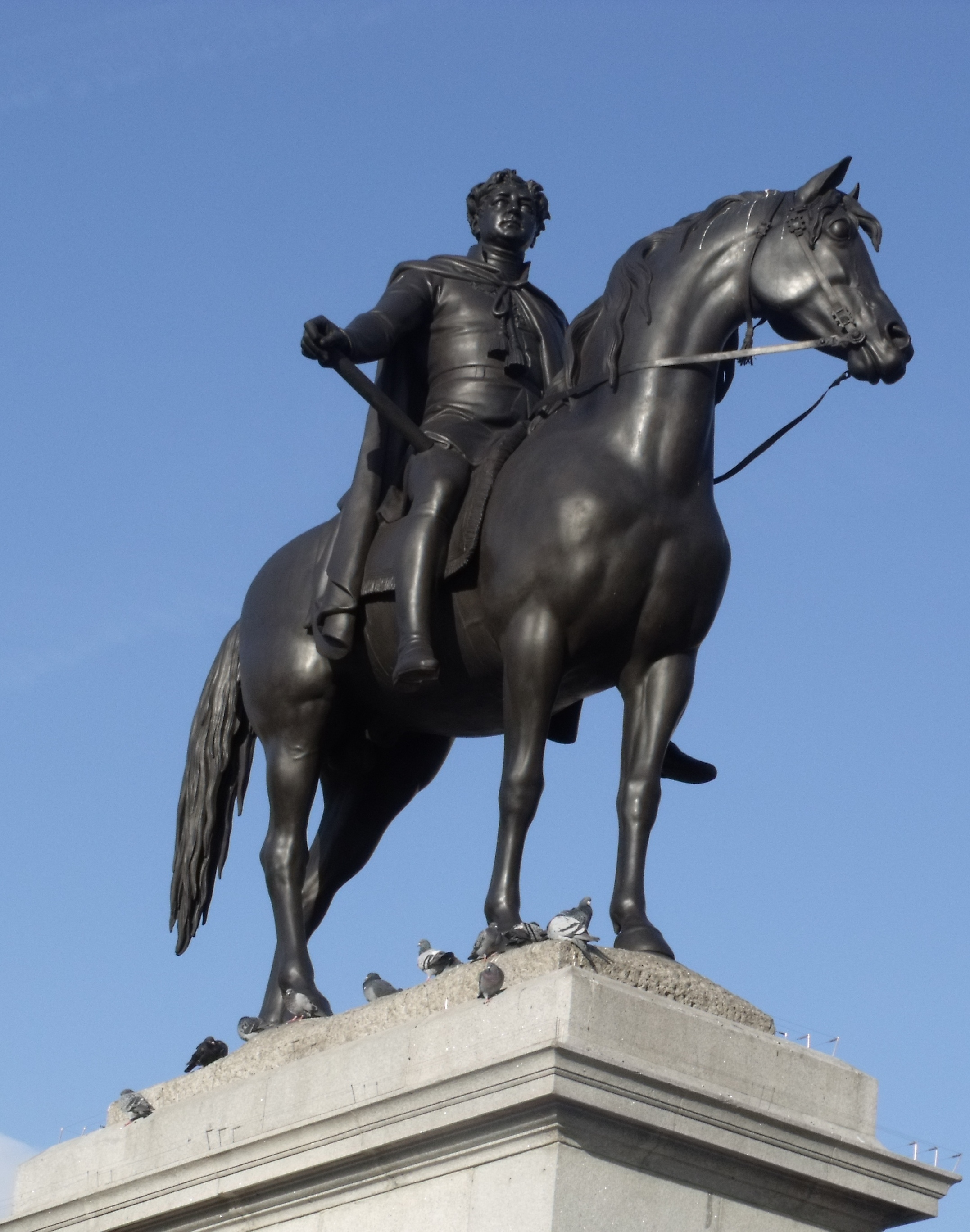
Estátua de Jorge na Trafalgar Square. Erguida em 1843 e esculpida por Francis Chantrey.

Por ocasião de sua morte, o The Times capturou sucintamente a opinião da elite: "Nunca houve alguém menos lamentado por outros homens que este rei morto. Quem chorou por ele? Que coração terá palpitado com dor desinteressada? … Se é que teve um amigo — um amigo devotado, em qualquer categoria — garantimos que nunca chegamos a conhecer o nome deste ou desta amiga." 
Durante a crise política causada pela Emancipação Católica, o Duque de Wellington afirmou que Jorge era "o pior homem que já conhecera em toda sua vida, o mais egoísta, o mais falso, o mais mal-humorado, o mais completo sem uma qualidade redentora", porém sua elegia feita na Câmara dos Comuns dizia que o rei era "o homem mais realizado de sua época", também elogiando seu conhecimento e talento. As verdadeiras opiniões de lorde Wellington provavelmente ficavam no meio dos dois extremos; como afirmou depois, Jorge era "um magnífico patrono das artes … o composto mais extraordinário de talento, inteligência, palhaçada, obstinação e bom sentimento — em suma, uma mescla das qualidades mais opostas, com grande preponderância para o bem — que jamais vi em qualquer outra pessoa na minha vida".
Jorge foi descrito como o "primeiro cavalheiro da Inglaterra" por seu estilo e boas maneiras. Certamente possuía muitas qualidade boas; era inteligente, esperto e bem informado. Porém, sua preguiça e gula levaram-no a desperdiçar muito do seu talento. Como o The Times escreveu, ele sempre preferiria "uma garota e uma garrafa que políticas e sermões".
Existem várias estátuas de Jorge, muitas erguidas durante sua regência e reinado. No Reino Unido, elas incluem uma estátua de bronze a cavalo na Trafalgar Square e outra do lado de fora do Royal Pavillion em Brighton, ambas esculpidas por sir Francis Chantrey.
A "Ponte Jorge IV" em Edimburgo é uma rua principal ligando a Cidade Velha de High Street ao norte sobre a ravina de Cowgate, projetada pelo arquiteto Thomas Hamilton em 1829 e completada em 1833. A Estação de King's Cross, atualmente um grande centro de transporte entre os bairros de Camden e Islington no norte de Londres, tem seu nome por causa de um antigo monumento erguido para Jorge no início da década 1830.
O Período da Regência teve uma mudança na moda que foi principalmente determinada por Jorge. Depois de oponentes políticos colocarem um imposto no pó de perucas, ele abandonou o uso de perucas coloridas em favor de seu cabelo natural. Usava roupas escuras que anteriormente eram moda para poder melhor esconder seu tamanho, preferia calças pantalonas e calções até os joelhos pois eram mais folgados, também popularizando o colarinho alto com um lenço no pescoço pois escondiam sua papada. Sua visita de 1822 a Escócia levou ao ressurgimento, ou até à criação, das roupas tartan como são conhecidas hoje.

## Títulos, estilos, honras e brasões

### Títulos e estilos
- 12 de agosto de 1762 – 29 de janeiro de 1820: "Sua Alteza Real, o Duque da Cornualha" [79] [nota 1]
  - Na Escócia: Sua Alteza Real, o Duque de Rothesay
- 19 de agosto de 1762 – 29 de janeiro de 1820: "Sua Alteza Real, o Príncipe de Gales" [79]
- 5 de fevereiro de 1811 – 29 de janeiro de 1820: "Sua Alteza Real, o Príncipe Regente" [79]
- 29 de janeiro de 1820 – 26 de junho de 1830: "Sua Majestade, o Rei" [61]

Seu título formal como regente era: "Regente do Reino Unido da Grã-Bretanha e Irlanda", apesar de "Príncipe Regente" ser comum até em documentos oficiais. Seu título completo como rei no Reino Unido era: "Jorge Quarto, pela Graça de Deus, do Reino Unido da Grã-Bretanha e Irlanda, Rei, Defensor da Fé". Na Germânia, Jorge era "Rei de Hanôver e Duque de Brunsvique".

### Honras
Britânicas
- KG: Ordem da Jarreteira, 26 de dezembro de 1765[82]
- PC: Conselho Privado, 21 de novembro de 1783[83]
- FRS: Royal Society, 26 de janeiro de 1789[83]

Estrangeiras
- Ordem de Santo André, 25 de novembro de 1813[83]
- Ordem de Santo Alexandre Nevsky, abril de 1814[83]
- Ordem do Espírito Santo, 20 de abril de 1814[83]
- Ordem do Tosão de Ouro, julho de 1815[83]

### Brasões
Como Príncipe de Gales, Jorge usava o brasão real (com o escudo interior goles vazio no quartel hanoveriano), diferenciado por um lambel argento de três pés. O brasão incluía o timbre e os suportes reais, porém com uma coroa de apenas um arco, todos com o lambel apoiado nos ombros. Seu brasão foi alterado em 1801, quando o quartel hanoveriano se tornou um escudo interior e o quartel francês foi abandonado. A alteração de 1816 não o afetou por ela ser aplicada apenas ao rei.
Como rei seus brasões eram do Reino Unido e Hanôver, sobrepostos. Esquatrelado: I e IV goles, três leões passant guardant or em pala (pela Inglaterra); II or, um leão rampant dentro de um tressure flory-contra-flory goles (pela Escócia); III Azure, uma harpa or com cordas argento (pela Irlanda); em cima um escudo terciado em pala e em asna (por Hanôver), I goles, dois leões passant guardant or (por Brunsvique), II or, uma semé de corações goles, um leão rampant azure (por Luneburgo), III goles, um cavalo courant argento (por Vestfália); em cima um escudo interior goles com a coroa de Carlos Magno em or, todo o escudo encimado por uma coroa.
| Brasão de Jorge como Príncipe de Gales (1762–1800) | Brasão de Jorge como Príncipe de Gales e depois Príncipe Regente (1801–1820) | Brasão de Jorge IV como Rei do Reino Unido e Hanôver (1820–1830) | Brasão de Jorge IV na Escócia (1820–1830) |